# Prinzessinnensteuer
Die Prinzessinnensteuer war eine außerordentliche Steuer, die in den meisten weltlichen Territorien des Heiligen Römischen Reiches und im 19. Jahrhundert in vielen deutschen Staaten erhoben wurde, um die Aussteuer der Töchter regierender Fürsten zu finanzieren.

## Prinzessinnensteuer und Fräuleinsteuer

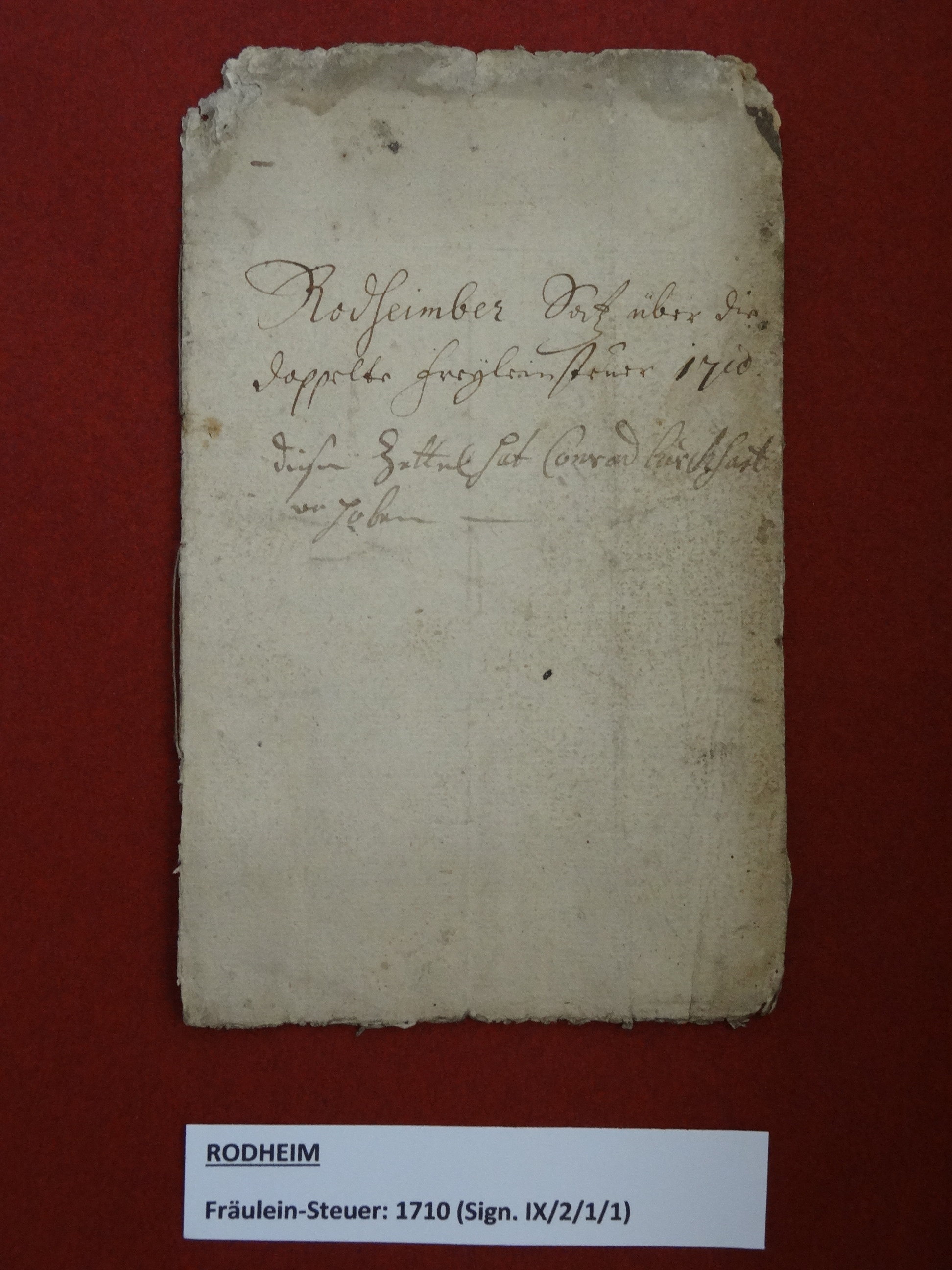
Dokument zu einer Fräulein-Steuer, 1710, Rodheim (Hungen)

Die Oeconomische Encyclopädie von Johann Georg Krünitz definiert die „Prinzessinnsteuer“ als „eine Steuer, welche zur Ausstattung einer Prinzessin von dem Lande gegeben wird“. Von einer „Prinzessinnensteuer“ im engeren Sinne spricht man, wenn diese der Mitgift von Prinzessinnen, d. h. der Töchter fürstlicher (und höherrangiger) Familien, zugutekommt. Wenn ein im Rang unter einem Fürsten stehendes regierendes Haus die Steuer erhebt, spricht man von einer „Fräuleinsteuer“.

## Geschichte
Die Prinzessinnensteuer ist seit dem Mittelalter belegt. Sie diente dazu, das „Abheiraten“ der Töchter zu erleichtern, indem man sie „aussteuerte“, d. h. mit einer ausreichenden Aussteuer versah. Mit dem „Abheiraten“ der Töchter kam man dem unerwünschten Zustand zuvor, dass diese ledig blieben und im Haushalt mitzuversorgen waren.

### Steuerpflicht und Steuereinziehung in der Frühen Neuzeit
Die Pflicht zur Entrichtung der Prinzessinnensteuer war für viele der Herrschaften der weltlichen Bank der Reichsstände gesetzlich festgelegt, teils auch der zu zahlende Betrag. In anderen Territorien beruhte die Steuerpflicht auf dem Herkommen, teils wurde der Betrag zwischen dem Landesherren und den Landständen jeweils ausgehandelt. Denn die Steuer war von den Landständen zu entrichten, die den Betrag in der Regel per Umlage einzogen. So geschah es bei der Heirat von Prinzessin Caroline Mathilde von Hannover mit König Christian VII. von Dänemark im Jahre 1766, als im Kurfürstentum Braunschweig-Lüneburg 40.000 Pfund Sterling aufzubringen waren. Spätestens im 17. Jahrhundert war der Betrag in vielen Fällen zwischen dem Landesherren und den Landständen nicht mehr (oder nur begrenzt) aushandelbar, insofern der Landesherr die Höhe der Mitgift durch einen Ehevertrag für seine Tochter bereits bestimmt hatte und infolgedessen berechtigt oder zumindest bestrebt war, sich diesen Betrag von den Landständen „rekompensieren“ zu lassen. Bei der Heirat von Prinzessin Anna Amalia von Braunschweig-Wolfenbüttel mit Herzog Ernst August II. von Sachsen-Weimar-Eisenach im Jahre 1756 belief sich die Prinzessinnensteuer z. B. auf 18.000 Reichstaler. In den 1770er Jahren waren es im Erzherzogtum Österreich 20.000 Reichstaler, im Kurfürstentum Sachsen 30.000 Reichstaler und im Herzogtum Württemberg 20.000 Gulden.
Unter den staatsrechtlich tätigen Juristen war die Frage strittig, in welchen Sonderfällen die Prinzessinnensteuer rechtens war und in welchen nicht, ob z. B. der regierende Fürst diese auch für seine Enkelinnen beanspruchen dürfe, wenn deren Vater bereits verstorben war. Wenn eine Prinzessin nicht ebenbürtig heiratete bzw. verheiratet wurde, verfiel der Anspruch auf die Prinzessinnensteuer.

### Die Prinzessinnensteuer im 19. Jahrhundert
Seit Anfang des 19. Jahrhunderts wurde es in mehr und mehr deutschen Staaten üblich, von einer besonderen Prinzessinnensteuer abzusehen. Dort war diese entweder in der Zivilliste inbegriffen oder sie wurde aus dem Landeshaushalt bestritten, so etwa seit 1818 im Königreich Bayern. In Einzelfällen verzichteten die regierenden Fürsten auf die Erhebung der Prinzessinnensteuer, so etwa König Friedrich Wilhelm III. von Preußen bei der Heirat seiner Tochter Charlotte mit Zar Nikolaus I. im Jahre 1817. Er betonte jedoch, dass dies „aus Gnade und Milde, jedoch ohne Consequenz für die Zukunft“ geschehen sei, also keinen Präzedenzfall für kommende Heiraten bewirke. Gleichwohl setzte Friedrich Wilhelm III. bei der Heirat seiner Tochter Alexandrine im Jahre 1822 die Prinzessinnensteuer wiederum aus. Diese Entscheidung war insofern eben doch – ungeachtet der früheren Kautelen – eine Vorentscheidung für deren Abschaffung de facto (nicht de iure) in Preußen.
Ohnehin galt die Prinzessinnensteuer dem Bürgertum des 19. Jahrhunderts als anachronistisch, wenn sie nicht gar als ungebührlich empfunden wurde. Sie habe – so die in der Tradition der Aufklärung stehende Allgemeine Encyclopädie der Wissenschaften und Künste – inzwischen „ein gehässiges Ansehen gewonnen“. Jean Paul lässt in seinem Roman Titan den „Titularbibliothekar des Großmeisters zu Malta“ Schoppe über einige antiquierte Abgaben und Steuern spotten, darunter auch die „Prinzessinsteuer“. Der Journalist Karl Heinrich Hermes schrieb 1845 über die Prinzessinnensteuer: „So wird aber nicht leicht jemand auf die Meinung kommen, daß dieselbe auf irgend eine Weise zu der Erhöhung der Würde eines fürstlichen Hauses habe beitragen können.“ Die Prinzessinnensteuer sei „ein Überbleibsel jener mittelalterlichen Romantik“, insofern es im Mittelalter drei außerordentliche Steuern gegeben habe, für die besondere Ereignisse den Anlass gaben, die jeweils mit bestimmten Personen verknüpft waren: wenn der Fürst in Gefangenschaft geraten war und ausgelöst werden musste, der Ritterschlag seiner Söhne und die Heirat seiner Töchter. Die Pointe dieser feinen ironischen Andeutung war klar: Insofern im 19. Jahrhundert Lösegelder für Könige und Ritterschläge außer Gebrauch gekommen waren, könnte man auch den dritten Zopf abschneiden.
Doch nicht alle Fürsten mochten das so sehen. Als im Jahre 1862 Prinzessin Hermine, die Tochter von Fürst Heinrich XX. von Reuß-Greiz und Fürstin Caroline, den Prinzen Hugo von Schönburg-Waldenburg heiratete, wurde im Fürstentum Reuß älterer Linie die Prinzessinnensteuer ausgeschrieben. Die satirische Zeitschrift Kladderadatsch machte sich in einem Gedicht und mit einer Zeichnung von Wilhelm Scholz darüber lustig: Bürgerliche Familien müssten für die Hochzeiten ihrer Töchter selbst aufkommen, doch wenn eine Prinzessin einen Millionär heirate, werde der Steuerzahler bemüht. Der Kladderadatsch habe, so urteilte ein Berliner Gericht, Fürstin Caroline wie eine Bettlerin dargestellt und damit den Tatbestand der Beleidigung eines ausländischen Staatsoberhauptes erfüllt. Als presserechtlich Verantwortlicher wurde Chefredakteur Ernst Dohm zu fünf Wochen Gefängnis verurteilt. Doch König Wilhelm I. war „amüsirt“, auf Bismarcks Bitte erließ er Dohm den Großteil der Haftstrafe. Die Fürsten zu Reuß hatten zwar ihre Prinzessinnensteuer eingeheimst, aber auch viel Spott.
Vermutlich zum letzten Mal wurde eine Prinzessinnensteuer im Jahre 1905 im Großherzogtum Mecklenburg-Schwerin gezahlt, und zwar auf Beschluss der Landtages vom 20. Dezember 1904 anlässlich der bevorstehenden Heirat von Prinzessin Cecilie zu Mecklenburg mit dem preußischen Kronprinzen Wilhelm im Jahre 1906. Mit dem Ende der Fürstenherrschaft infolge der Revolution im November 1918 endete auch die Prinzessinnensteuer endgültig.